# Solstik (film fra 1953)
 For alternative betydninger, se Solstik (flertydig). (Se også artikler, som begynder med Solstik)
Solstik er en dansk komediefilm fra 1953 med manuskript og instruktion af Astrid Henning-Jensen og Bjarne Henning-Jensen. Filmens sangtekster er skrevet af Ewald Epe.

## Medvirkende
- Kjeld Petersen
- Birgitte Reimer
- Preben Neergaard
- Ole Monty
- Helle Virkner
- Lise Ringheim
- Jessie Rindom
- Dirch Passer
- Eik Koch